# الاتحاد العربي للرياضة العسكرية
الاتحاد العربي للرياضة العسكرية  ، هو المؤسسة الرسمية التي تشرف على الاتحادات العربية الرياضية العسكرية، وترعى العديد من المباريات الودية والرسمية بين الأقطار الأعضاء، والأندية التابعة لاتحادات الدول الأعضاء، تتكون المنظمة من 22 دولة عربية، وهم جميعهم أعضاء رسميون في جامعة الدول العربية.

## الرياضات
تتضمن منافسات الدورة العربية ألعاب: كرة القدم، كرة السلة، الكرة الطائرة، كرة اليد، الخماسي العسكري، الرماية، ألعاب القوى، المصارعة، الملاكمة، التايكواندو، الجودو، رفع الأثقال والتجديف، بالإضافة إلى إقامة منافستين للمحاربين القدامى.

## وصلات خارجية
- الموقع الرسمي للإتحادية